# Crystal Palace Football Club Women
Pour la section masculine, voir Crystal Palace Football Club.
Dernière mise à jour : 1er juillet 2025.
Le Crystal Palace Football Club Women est une équipe anglaise de football féminin affiliée au Crystal Palace Football Club.

## Histoire
Fondé en 1992, sous le nom Crystal Palace Ladies FC le club progresse à partir de 2003 du plus petit niveau vers la FA Women's National League en 2014, à l'époque le troisième niveau du football féminin anglais. En 2015-2016, le club termine premier du groupe Sud-Est en étant invaincu.
En 2018, le club devient semi-professionnel et reçoit la licence pour jouer dans la première édition de la FA Women's Championship, le deuxième niveau du football anglais.
Lors de la saison 2018-2019, Crystal Palace termine à la 10e place sur onze, dans un championnat sans relégation. Lorsque la relégation est instaurée en deuxième division en 2020-2021, le club termine à la 7e place. Crystal Palace ne cessera de progresser pour terminer champion de Championship en 2023-2024, et obtenir sa première promotion en  Women Super League, le plus haut niveau du championnat anglais.
Au terme de la saison 2024-2025, le club est relégué en deuxième division.

## Palmarès
- Championship (1)
  - Champion : 2024